# Scroogle
Скругл (англ. Scroogle) — вебсервіс для приховання інформації користувача від Google.
Гугл збирає інформацію про відвідувачів через їх запити, проставляє у їх браузер куки з строком до 2038 року і видає рекламу на базі цих запитів — Google AdSense. Сторінка Скругл дозволяє приховати свою реальну IP-адресу від Гугла і не дає проставити куки, а всю свою статистику очищує кожні 2 дні. Тобто сторінка працює по принципу анонімного проксі. Наразі немає підтримки української мови, є доступним плагін для пошукової панелі Firefox. Scroogle підтримується Public Information Research, Inc., некомерційною організацією, яку очолює Деніел Брендт, який також керує проектом Google Watch.